# Leone Leoni

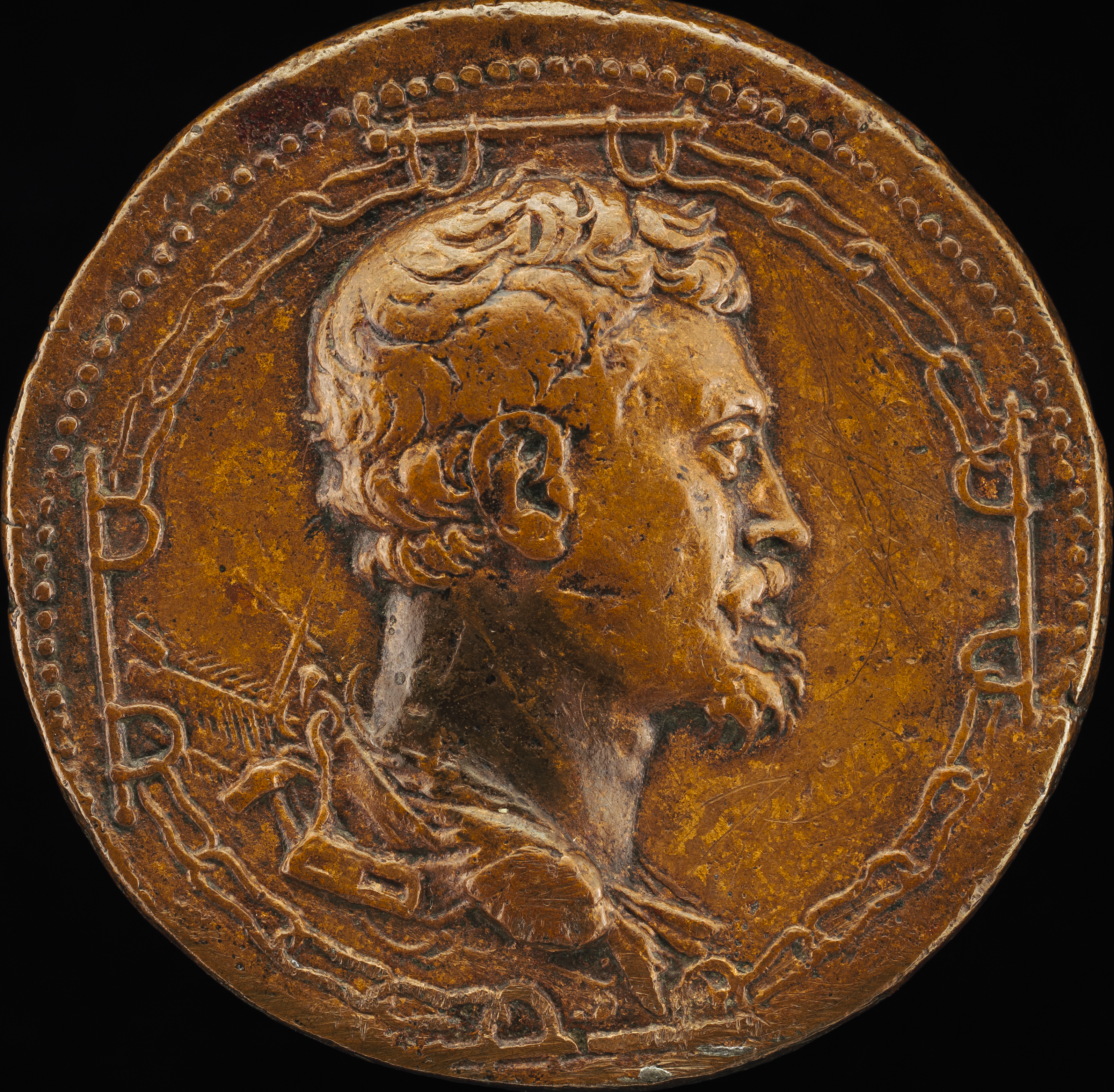
Bronzen penning met zelfportret (1541)

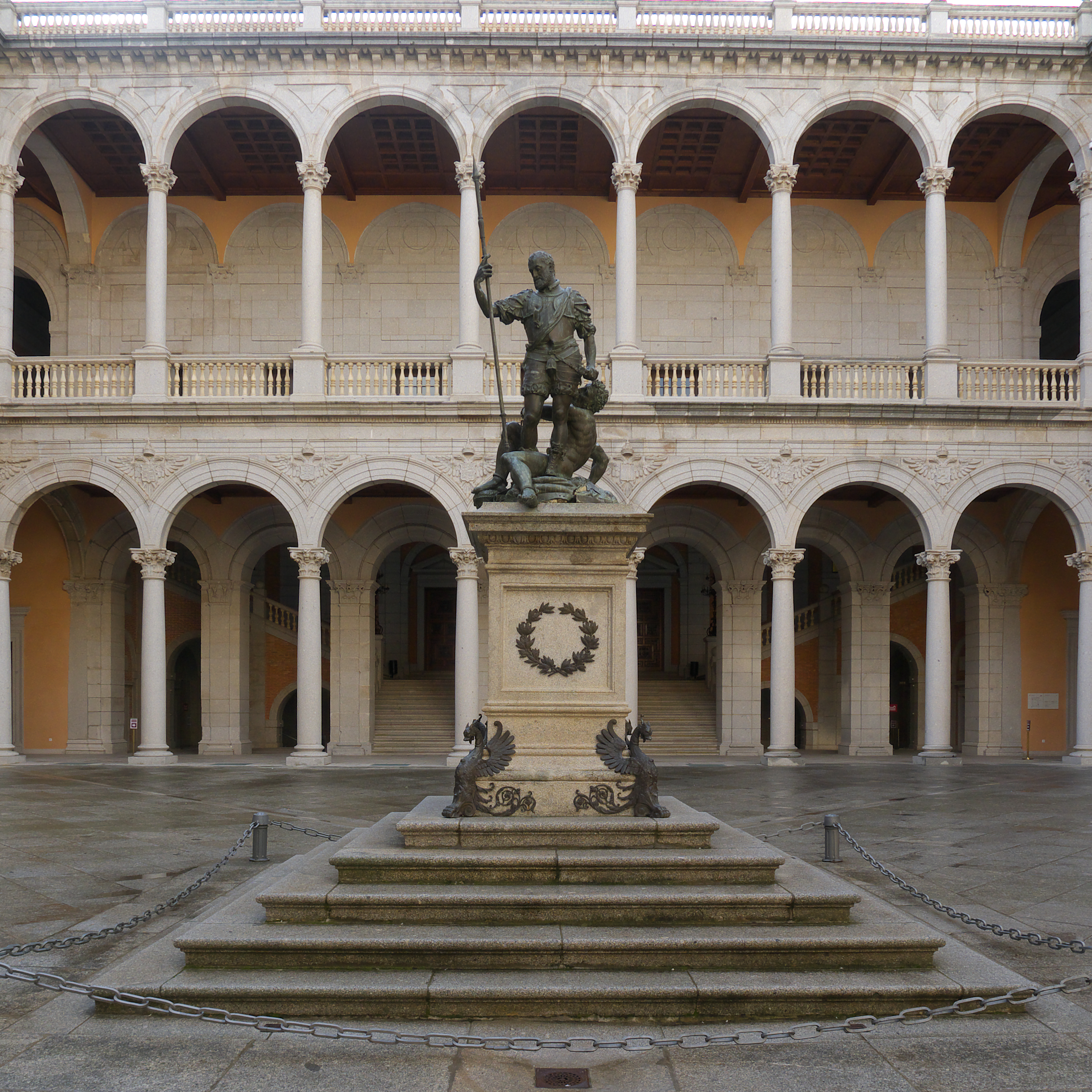
Exemplaar van Karel V en de Razernij in het Alcázar van Toledo

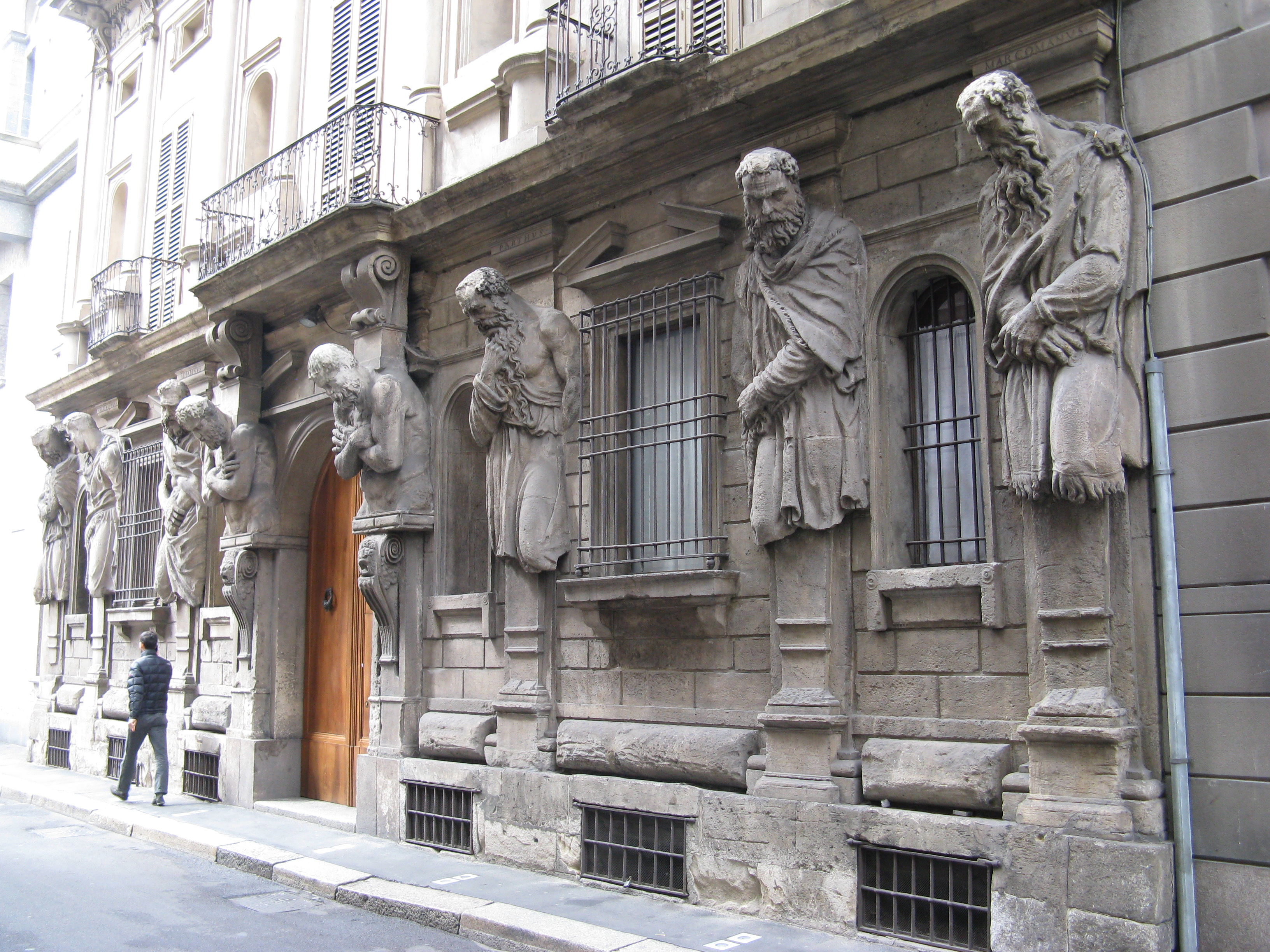
Casa degli Omenoni in Milaan: het huis van Leoni met de door hem ontworpen atlanten

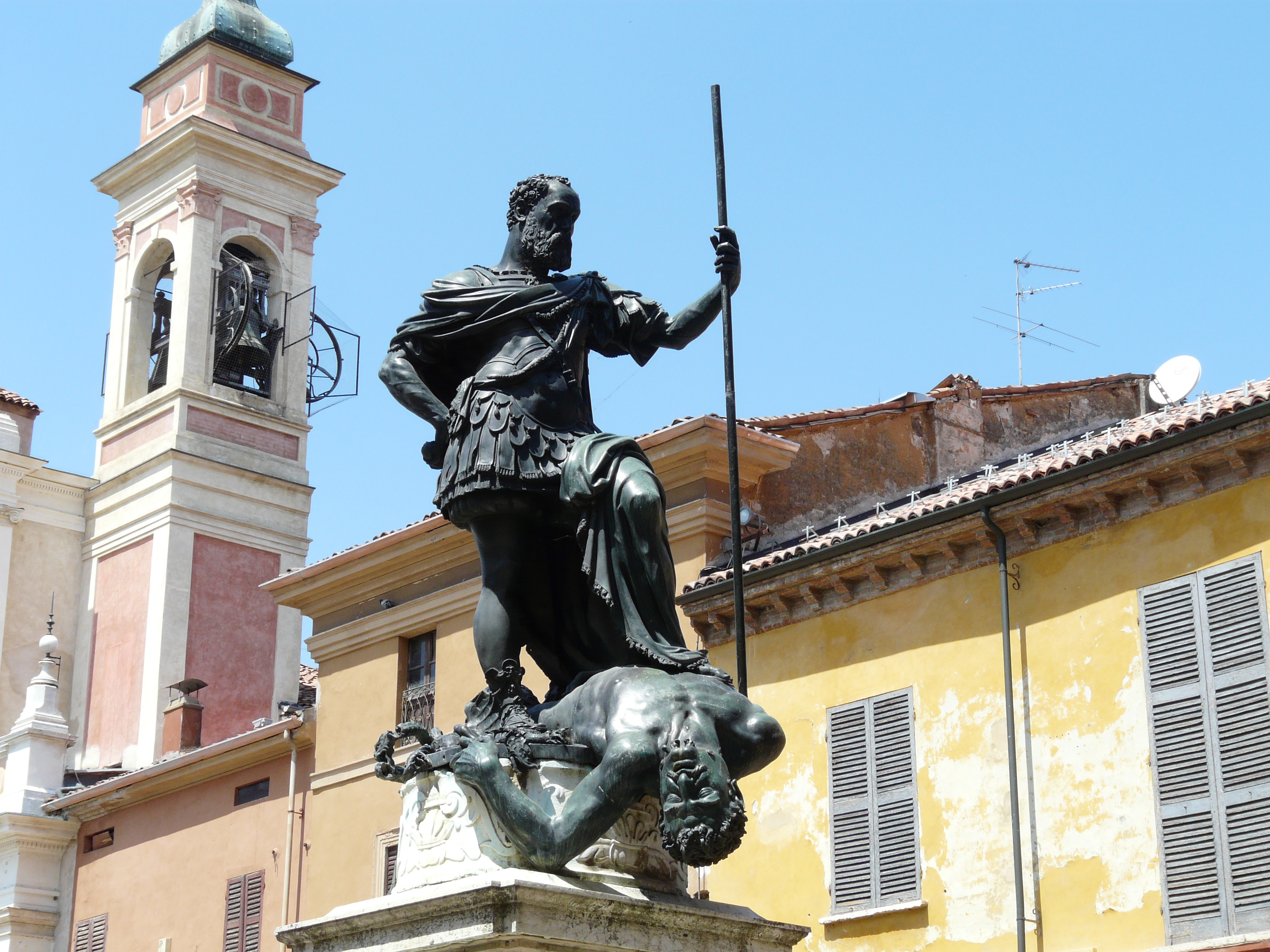
Standbeeld van Ferrante Gonzaga in Guastalla

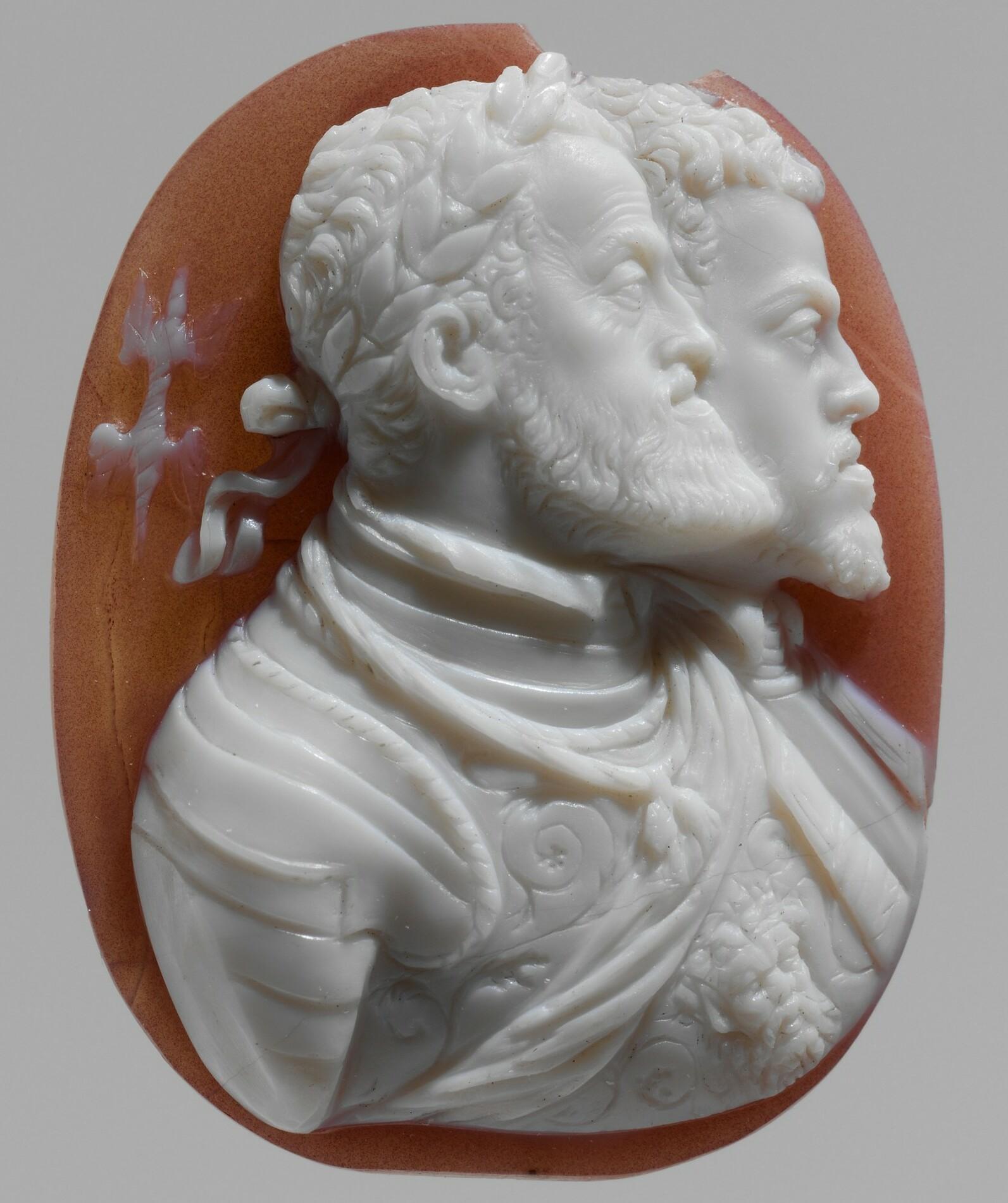
Camee van keizer Karel V en zijn zoon Filips (1550)

Leone Leoni, ook wel genaamd Leone Aretino (Arezzo, ca. 1509 – Milaan, 22 juli 1590) was een Italiaans beeldhouwer, goudsmid, medailleur en kunstverzamelaar. Hij werkte tijdens de hoogrenaissance in de stijl van het maniërisme. Voor hooggeplaatste opdrachtgevers zoals de Habsburgse vorsten en paus Pius IV maakte hij penningen, portretbustes en standbeelden. Ook was hij vele jaren verbonden aan de munt van Milaan. Net als zijn aartsvijand Benvenuto Cellini vermengde hij in zijn leven het artistieke met het misdadige.

## Leven
Leoni werd naar alle waarschijnlijkheid geboren in Arezzo. Aan de bewering van Paolo Morigia dat hij in Menaggio aan het Comomeer ter wereld kwam, wordt nog nauwelijks geloof gehecht, maar misschien was zijn vader een steenhouwer die uit die streek naar Arezzo was gemigreerd. Arezzo was bekend om zijn goudsmeden en volgens zijn biograaf en mogelijke jeugdvriend Vasari werd Leoni in dat vak opgeleid. Op een onbekend tijdstip verliet hij zijn geboortestad, misschien in verband met de pestepidemie van 1525. 
We vinden Leoni tegen 1533 – maar mogelijk zo vroeg als 1527 – in Venetië, waar hij met zijn vrouw Diamanta de Martinis leefde onder de bescherming van Pietro Aretino. Zijn eerste bekende werk is een medaille die hij maakte van deze man uit zijn stad en misschien ook uit zijn familie. Aretino introduceerde hem in de kring van de grote schilder Titiaan. Tegen 1537 was hij stempelsnijder in de munt van Ferrara en was hij ook alweer gevlucht, omdat hij beschuldigd werd van valsmunterij.  
Leoni trad in dienst van hertog Francesco Maria della Rovere in Urbino, maar hij kwam blijkbaar opnieuw in moeilijkheden en verhuisde in mei 1537 naar Padua bij Pietro Bembo. In die stad raakte hij bevriend met de student Antoine Perrenot de Granvelle en ontmoette hij ook zijn rivaal Cellini. Die kwam hij in 1538 opnieuw tegen in Rome, waar hij medailles maakte voor paus Paulus III en een aanstelling bekwam in de pauselijke munt. In een conflict met de pauselijke juwelier Pellegrino di Leuti in maart 1540 bracht hij hem een verminkende sabelhouw toe in het gezicht. Voor deze aanval werd hij veroordeeld tot het afhakken van zijn rechterhand, maar op voorspraak van twee machtige prelaten werd dit omgezet in een galeistraf. Reeds het volgende voorjaar werd hij in Genua vrijgelaten dankzij de tussenkomst van admiraal Andrea Doria, voor wie hij drie plaquettes en vijf medailles vervaardigde.
Door toedoen van markies Alfonso d'Avalos, gouverneur van Milaan, verkreeg Leoni in 1542 een aanstelling tot stempelsnijder bij de keizerlijke munt aldaar. Hij kreeg portretopdrachten van keizer Karel V en moest daarvoor in 1544 naar Venetië, waar hij ook werkte voor lokale kooplieden, onder wie de Vlamingen Daniele en Martino d'Anna. Toen hij in maart 1545 terugkeerde naar Milaan, stuurde hij een huurmoordenaar af op zijn assistent Martino Pasqualigo omdat die weigerde in dienst te blijven. De man overleefde het, maar Leoni werd verbannen uit Venetië en bij zijn vriend Aretino had hij het voor enige tijd verbrod. Nieuwe vrienden reikten hem echter de hand: de letterkundige Annibale Caro bezorgde hem een aanstelling in Piacenza bij hertog Pier Luigi Farnese. 
Al snel hengelde Leoni naar nieuwe opdrachten in Milaan. Hertog Ferrante Gonzaga deed een beroep op hem om sculpturen voor te bereiden met het oog op de blijde intrede van prins Filips in december 1548. In dit verband stelde Leoni een monumentaal ruiterstandbeeld van keizer Karel voor, waarop Granvelle hem tot zijn grote vreugde naar het keizerlijk hof in Brussel liet roepen. Na de intrede reisde hij af met zijn zoon Pompeo en hij kwam aan in maart 1549. Behalve een appartement in het Koudenbergpaleis, kreeg hij de kans op groot formaat te werken in marmer en brons. De keizer was zo tevreden met hoe hij de Habsburgers afbeeldde, dat hij hem een hoger jaarloon toekende en hem bovendien op 2 november in de adel verhief en tot rijksridder sloeg. In de herfst keerde hij met een nieuwe status en rijkdom en met een koffer vol opdrachten terug naar Milaan. Het ruiterstandbeeld werd uiteindelijk niet gerealiseerd, maar met het staande Karel V en de Razernij creëerde hij zijn eerste monumentale brons. Het werk, uitgevoerd in 1551-1553, had een afneembaar harnas en maakte indruk op tijdgenoten. De andere opdrachten voltooien nam tijd in beslag, wat keizerlijk misnoegen met zich meebracht, maar uiteindelijk werd het geheel in 1555 verscheept naar Brussel, waar hij het volgende jaar in triomf verscheen. 
Leoni weigerde in te gaan op de vraag van de keizer mee te verhuizen naar Spanje en stuurde in de plaats zijn zoon Pompeo om in te staan voor de afwerking. Op de terugreis naar Milaan werd hij ziek en in de volgende jaren verloor hij zijn belangrijkste opdrachtgevers. Toen Orazio Vecellio () in 1559 bij hem te gast was in Milaan, overviel Leoni hem om het geld te bemachtigen dat hij had geïncasseerd voor schilderijen van zijn vader Titiaan. Slechts de tussenkomst van een dienaar redde Orazio het leven. Dankzij zijn hooggeplaatste patroons kwam Leoni er vanaf met een geldboete en een tijdelijke verbanning uit Milaan. Hij profiteerde ervan om in Rome weer voor de paus te gaan werken, want met Pius IV was net een Milanees aangetreden. Behalve portretpenningen bestelde de paus een praalgraf voor zijn broer Gian Giacomo de' Medici. Het omvatte vijf bronzen beelden naar ontwerp van Michelangelo en kreeg een plaats in de kathedraal van Milaan.
In zijn huis in Milaan legde Leoni een collectie kunst en antiquiteiten aan. Hij bezat schilderijen van Titiaan, de Codex Atlanticus van Leonardo da Vinci, en diverse afgietsels van antieke meesterwerken, waaronder een van het Ruiterstandbeeld van Marcus Aurelius. In 1565-67 liet hij zijn woning herbouwen. Vanwege de kolossale gevelbeelden, ongetwijfeld zelf ontworpen maar uitgevoerd door Antonio Abondio, kwam het huis bekend te staan als Casa degli Omenoni. 
De laatste tien jaar van zijn leven besteedde Leoni aan het maken van de beelden voor het hoofdaltaar van de kerk van het Escorial, in samenwerking met zijn in Madrid gevestigde zoon Pompeo.

## Voetnoten
1. ↑  Michael P. Mezzatesta, "The Façade of Leone Leoni's House in Milan, the Casa degli Omenoni: The Artist and the Public" in: Journal of the Society of Architectural Historians, 1985, nr. 3, p. 236. DOI:10.2307/990074

- Biblioteca Nacional de España: XX1077068
- Bibliothèque nationale de France: cb12192515c (data)
- Gemeinsame Normdatei: 118779567
- International Standard Name Identifier: 0000 0000 8137 0599
- Library of Congress Control Number: no93030895
- Nationale Bibliotheek van Tsjechië: jo20201075051
- Nationale Bibliotheek van Israël: 987007293056005171
- Nederlandse Thesaurus van Auteursnamen: 148431607
- RKD-Nederlands Instituut voor Kunstgeschiedenis: 49466
- SNAC: w6618c9n
- Système universitaire de documentation: 03052816X
- Union List of Artist Names: 500008130
- Virtual International Authority File: 57410696
- WorldCat: E39PBJfxbMqrtmDXtCRc7bxkXd